# Respiro paradosso

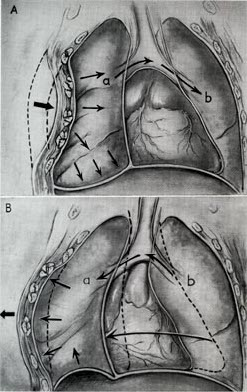
Meccanica della respirazione in presenza di volet costale

Il respiro paradosso, o asincronia toraco-addominale (paradoxical breathing), è un'alterazione della respirazione frequentemente riscontrabile in soggetti con frattura multipla alle coste nel caso sia presente un volet costale.
Più in generale deve essere considerato un segno di problemi respiratori. 
La condizione comporta una contrazione del torace durante l'inspirazione e una espansione durante l'espirazione, l'esatto opposto di quanto dovrebbe fisiologicamente avvenire.
Il respiro paradosso può essere una condizione di normalità nei neonati. Tuttavia nei bambini e negli adulti è spesso un sintomo di una condizione patologica sottostante. 
Il respiro paradosso deve essere considerato un'emergenza medica se si accompagna ad evidente difficoltà respiratoria (dispnea) del paziente.

## Cause
- Trauma toracico (generalmente il respiro paradosso compare immediatamente dopo il trauma)[2]
- Volet costale (flail chest)[2]
- Alterazioni dell'equilibrio elettrolitico
- Ostruzione cronica delle vie aeree (in particolare quelle superiori)
- Alterazioni muscolari (ad esempio miopatie)
- Patologie neurologiche (ad esempio la sindrome di Guillain-Barré).[3]

## Fisiologia
Normalmente durante l'inspirazione, l'addome e il torace si espandono in modo sincronizzato. 
Durante l'inspirazione il diaframma (il principale muscolo che controlla la respirazione) si abbassa: viene così lasciato più spazio nel torace ai polmoni per espandersi con l'aria. Sostanzialmente il torace si ingrandisce, incrementando sia il diametro antero-posteriore che il diametro latero-laterale.
Durante l'espirazione, al contrario, il diaframma si solleva, spingendo l'aria fuori dai polmoni e provocando la contrazione del torace.
In altri termini in ispirazione il movimento verso il basso del muscolo diaframma spinge all'esterno il contenuto addominale: contemporaneamente le costole vengono sollevate e spostate all'esterno, provocando il sollevamento sia del torace che dell'addome. Durante l'espirazione, si ha invece il rilassamento del diaframma e i muscoli addominali collaborano spingendo la parete addominale e aumentando la pressione addominale, il che spinge la cupola diaframmatica nella cavità toracica, favorendo l'espulsione dell'aria dai polmoni.
Nel respiro paradosso questo pattern viene rovesciato: durante l'inspirazione il torace si contrae e durante l'espirazione, si espande. 
Il respiro paradosso è in genere accompagnato da movimenti addominali anomali: l'addome può anche rientrare quando una persona inspira e fuoriuscire (gonfiarsi) quando si ha l'espirazione. 
Nel caso di una paralisi diaframmatica durante l'inspirazione, il diaframma viene trascinato verso l'alto, anziché verso il basso, e l'addome si sposta durante il sollevamento del torace.
L'insufficienza respiratoria neuromuscolare, spesso associata a respiro paradosso, segue uno schema prevedibile: l'alterata meccanica del diaframma e dei muscoli intercostali è seguita da un uso compensatorio dei muscoli accessori della respirazione. Tuttavia questo meccanismo di compenso è insufficiente e la condizione alla fine si traduce in ipoventilazione e atelettasia, potendo ulteriormente portare a shunt e ipossia.

## Sintomi
In caso di respiro paradosso il paziente può manifestare uno o più dei seguenti sintomi:
- dispnea e/o tachipnea
- impossibilità ad effettuare respiri profondi
- impossibilità a completare un breve discorso
- vertigini e debolezza
- tachicardia
- dolore o senso di tensione al petto o allo stomaco

## Diagnosi
La diagnosi di respiro paradosso è inizialmente di tipo clinico.
Il medico cerca di determinare le possibili cause indagando su eventuali pregressi disturbi muscolari o respiratori, la coesistenza di patologie neurologiche ed ogni ulteriore cambiamento dello stato di salute che potrebbe spiegare le difficoltà del paziente.
Ulteriori successive indagini possono comprendere:
- Indagini di imaging (ad esempio un Rx Torace)
- Esami ematochimici (in particolare per testare una possibile alterazione degli elettroliti)
- Consulenza pneumologica o cardiologica
- Prove di funzionalità respiratoria
- Ecografia del torace